# Ян Непомуцен Гловацки
Ян Непомуцен Гловацки (на полски: Jan Nepomucen Głowacki) е полски реалист от ерата на Романтизма, смятан за един от най-значимите пейзажисти от началото на 19 век след подялбата на Полша.

## Биография
Гловацки е роден и прекарва по-голямата част от живота си в Краков. Взима първите си уроци при художника Антони Гижински, а в периода 1819-25 посещава ателиетата на Антони Бродовски и Юзеф Пешка в Академията за изящни изкуства в Краков. Продължава обучението си в Прага, а след това във Виена под ръководството на Франц Щайнфелд до 1828.
След завръщането си от Виена, Гловацки става учител в родния си град, а също и уважаван художник.

## Творчество
Рисува предимно природни и градски пейзажи, както и портрети и религиозни и митологични сцени. Силно повлиян е от виенската реалистична школа, което се забелязва изключително в проектите за портретите му. Полските критици и историци го смятат за баща на полската пейзажна живопис.
Гловацки е първият полски художник, който посвещава цяла поредица от произведения на Татрите. Той е и първият, който прави скици и проекти за маслените си платна по време на пътувания сред природата. Картини като Изглед от Татрите при Поронин (Widok Tatr z Poronina – 1836 г.) и Морско око (Morskie Oko – 1837 г.) са смятани за начало на реалистичната полска планинска живопис. Романтичните му градски пейзажи на Краков и околните градове стават много популярни приживе, благодарение на албум с 24 отпечатъка, публикуван през 1836.
Една част от произведенията му се намират в Полския национален музей, а друга е открадната по време на Втората световна война от нацистите и никога не е намерена.

## Галерия
- Дворецът в Зажече (1832 г.), Национална галерия, Лвов
- Кошчелиската долина в Татрите (1840 г.)
- Пейзаж от Ойцув (1844 г.), Национален музей, Краков
- Изглед от Татрите при Поронин (1836 г.)
- Генерал Юзеф Хлопицки (преди 1847 г.)
- Изглед към Вавел от северозапад (ок. 1847 г.)